# Vĩnh Long (provincie)
Vĩnh Long is een provincie van Vietnam. De hoofdstad is Vĩnh Long. De provincie telt circa 1.023.400 inwoners en beslaat een gebied van 1.475 km² en is gelegen tussen de rivieren Hau en Tien in de Mekong Delta. De economie van de provincie is voornamelijk gebaseerd op de visserij en vruchtenteelt. Aangezien het een waterrijk gebied is, vindt de handel voornamelijk met boten plaats. Toeristisch staat het gebied nog in de kinderschoenen. De provincie is in 1991 ontstaan, nadat de voormalige provincie Cửu Long werd gesplitst in Vĩnh Long en Trà Vinh.